# John Amaratunga

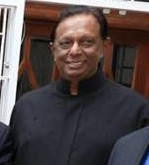
John Amaratunga (2017)

John Anthony Emmanuel Amaratunga (Sinhala: සුසිල් ප්‍රේමජයන්ත්; Tamil: ஜோன் அமரதுங்க; * 21. Mai 1940) ist ein srilankischer Politiker der United National Party (UNP), der unter anderem zwischen 1978 und 2020 Mitglied des Parlaments von Sri Lanka war und zahlreiche Ministerämter bekleidete.

## Leben
John Anthony Emmanuel Amaratunga, der zur katholischen Minderheit Sri Lankas gehört, absolvierte seine schulische Ausbildung am De Mazenod College in Kandana sowie am St. Joseph’s College in Colombo und trat bereits als Schüler 1956 der United National Party (UNP) als Mitglied bei. Nach dem Schulbesuch absolvierte er ein Studium der Rechtswissenschaften am Sri Lanka Law College und war nach dessen Abschluss sowie seiner anwaltlichen Zulassung als Rechtsanwalt tätig. Im Juli 1966 eröffnete er eine Anwaltskanzlei in Negombo und war später auch als Notar tätig. Nach dem Tode von Shelton Jayasinghe wurde er für die UNP erstmals Mitglied des Parlaments und vertrat zunächst bis 1989 den Wahlkreis Wattala sowie im Anschluss von 1989 bis 2020 den Wahlkreis Gampaha. Während seiner Parlamentszugehörigkeit war er unter anderem zwischen 1984 und 1994 Vorsitzender des Ausschusses für öffentliche Unternehmen.
1988 übernahm Amaratunga erstmals ein Regierungsamt und fungierte im Kabinett von Premierminister Ranasinghe Premadasa zwischen dem 19. Januar 1988 und dem 9. Januar 1989 zunächst als stellvertretender sowie bei der Ortsabwesenheit des damaligen Finanzministers M. H. M. Naina Marikar auch zeitweise als kommissarischer Minister für Finanzen und Planung sowie zwischen 1988 und 1989 als Staatsminister im Außenministerium. Das Amt als Staatsminister im Außenministerium bekleidete er zwischen 1989 und 1993 auch im Kabinett von Premierminister Dingiri Banda Wijetunga und war 1990 zugleich auch zuständiger Minister für die Provinzräte. Im Anschluss übernahm er von 1993 bis 1994 im ersten Kabinett von Premierminister Ranil Wickremesinghe das Amt als Minister für Inneres und für die Provinzräte (Minister of Home Affairs and Provincial Councils). Bei den Parlamentswahlen am 7. Dezember 2001 erhielt die UNP nach sieben Jahren in der Opposition 47,6 Prozent der Stimmen (109 von 225 Sitzen), die People’s Alliance des bisherigen Premierministers Ratnasiri Wickremanayake von der Sri Lanka Freedom Party (SLFP) 38,9 Prozent (77 Mandate) und die People’s Liberation Front 9,4 Prozent (16 Sitze), wobei die Wahlbeteiligung bei 80,1 Prozent lag. Premierminister Ratnasiri Wickremanayake reichte daraufhin seinen Rücktritt bei Staatspräsidentin Chandrika Kumaratunga ein, die UNP-Chef Ranil Wickremesinghe zu Gesprächen über eine neue Regierung einlud. Wickremesinghe wurde am 9. Dezember 2001 als Premierminister vereidigt. Zu seinem neuen zweiten Kabinett, das am 12. Dezember 2001 vereidigt wurde, gehören Tyronne Fernando als Außenminister, Tilak Marapana als Verteidigungsministerin, K. N. Choksy als Finanzminister und Amaratunga als Innenminister. Am 4. November 2003 entließ Präsidentin Chandrika Kumaratunga Verteidigungsminister Tilak Marapana und Innenminister John Amaratunga und übernahm die beiden Posten selbst.
Nachdem John Amaratunga zwischen 2010 und 2015 als Chief Opposition Whip Parlamentarischer Geschäftsführer der UNP-Fraktion im Parlament war, übernahm er im dritten Kabinett von Premierminister Wickremesinghe von Januar bis März 2015 zunächst den Posten als Minister für öffentliche Ordnung, Katastrophenmanagement und christliche Angelegenheiten (Minister of Public Order, Disaster Management and Christian Affairs) beziehungsweise zwischen März und August 2015 als Minister für öffentliche Ordnung und christliche Angelegenheiten. Im Rahmen seiner Kabinettsumbildung wurde er am 4. September 2015 Minister für Tourismusentwicklung und christliche religiöse Angelegenheiten (Minister of Tourism Development and Christian Religious Affairs) und bekleidete dieses Ministeramt bis zum 26. Oktober 2018. Daneben übernahm er zusätzlich zwischen Mai 2016 und August 2017 das Amt als Minister für Landangelegenheiten (Minister of Land). Zuletzt bekleidete er im vierten Kabinett von Premierminister Wickremesinghe zwischen dem 20. Dezember 2018 und dem 21. November 2019 das Amt als Minister für Tourismusentwicklung, Naturschutzgebiete und christliche religiöse Angelegenheiten (Minister of Tourism Development, Wildlife and Christian Religious Affairs).